# Gà lông chân
Gà lông chân là một giống gà nội địa của Việt Nam được các nhà khoa học thuộc Viện Chăn nuôi Việt Nam phát hiện tại Mèo Vạc, Hà Giang. Giống gà trên được xác định là những giống gà mới do không chỉ có đặc điểm ngoại hình khác với mười giống gà đã phát hiện mà còn có sự khác biệt về bộ gene.
Hiện nay, nhiều giống vẫn chưa được bảo tồn ở mức độ an toàn như lợn Hương (Cao Bằng), gà Xước, gà Chân lông (Hà Giang), gà Sáu ngón (Lạng Sơn)... Nguyên nhân là số lượng bảo tồn ít, một số giống được nuôi ở địa bàn hẹp, kỹ thuật lai tạo giống kém dẫn đến việc khai thác các giống bản địa kém, có thể bị lai tạp và khả năng đồng huyết cao. kinh phí và công nghệ cần tiếp tục được đầu tư đúng mức hơn.

## Đặc điểm
chúng có những đặc điểm ngoại hình khác hẳn so với những giống gà đã phát hiện trước đây nên những đặc điểm này được lấy làm tên là gà Lông chân. Gà Lông chân có nhiều lông ở chân ngay từ khi mới nở, chúng có lông ở gần bàn chân - chỗ gốc từ đó các ngón chân tõe ra giống như ở chỗ "củ khoai" chân người. Chúng có chất lượng thịt ngon, có khả năng chịu đựng thời tiết khắc nghiệt ở vùng núi cao Mèo Vạc. Trọng lượng lớn nhất của gà Lông chân là 5 kg và mỗi năm một gà mái có thể đẻ 50 - 60 quả trứng. 
Cặp gà gồm 1 trống, 1 mái ở thị trấn Trà Xuân, huyện Trà Bồng, Quảng Ngãi vẫn có lông phủ từ khuỷu đến tận bàn chân. Khi lớn lên phần chân từ khuỷu đến ngón của con gà này có lông mọc bao phủ. Con gà trống và phần lông phủ dưới chân nhìn từ phía trước. Phần lông phủ ở chân của gà mái phân khá đều ở hai bên, ở con gà trống thì chân trái có nhiều lông hơn. Hai con phát triển bình thường, trong đó con mái có trọng lượng khoảng 1 kg, còn con trống nhẹ hơn, với khoảng 0,8 kg. Con gà mái và phần lông phủ dưới chân khi nhìn ngang. Đây là giống gà ta bình thường mà người dân trong vùng nuôi, không phải là giống đặc biệt hoặc ở nơi khác đưa về